# Sebastián Rubio (actor)
Juan Sebastián Rubio Ralli (Lima, 29 de marzo de 1989) es un actor, presentador, director y docente peruano. Alcanzó a la popularidad por haber participado a lo largo de su trayectoria artística en cine, televisión y teatro, y por interpretar al personaje estelar de Francisco «Pancho» Gutiérrez en la teleserie De vuelta al barrio de América Televisión.

## Biografía
Nació el 29 de marzo de 1989 en Lima, bajo el nombre completo de Juan Sebastián Rubio Ralli. Es el hijo del director Miguel Rubio Zapata y la actriz Teresa Ralli, fundadores de la compañía teatral Yuyachkani.
Proveniente de una familia ligada a la actuación, estudió la facultad de letras en la Pontificia Universidad Católica del Perú, en la que más tarde, cambiaría de carrera a la de artes escénicas, recibiendo cursos de teatro y danza, continuando asi con el legado familiar.
Comenzó su carrera artística en el año 2008, participando en la miniserie Nacida para triunfar dentro del reparto secundario.[cita requerida]
En el año 2013, fue director y productor general de la obra teatral Proyecto 1980/2000, basado en el tema del terrorismo en el Perú, en la que obtuvo un galardón por parte de las Ayudas a la Producción y Exhibición de las Artes Escénicas en Perú. Seguidamente, se incursiona como presentador de televisión, asumiendo la conducción del programa AmbienTV, dedicado al cuidado del medioambiente, donde comenzaría a realizar viajes por diferentes atractivos turísticos de su país.
En el año 2014, participa en el reparto central del montaje Quieres estar conmigo, bajo la dirección de Roberto Ángeles. Como director de teatro, dirigió el montaje documental Desde afuera junto a Gabriel de la Cruz en el año 2012, incluyendo una segunda temporada en 2014. Fue parte del reparto central de la ficción Tito en 2016, asumiendo el papel de Aarón.
En el año 2017, alcanzaría al estrellato, al acreditarse en el reparto estelar de la teleserie De vuelta al barrio de América Televisión, asumiendo el papel de Francisco «Pancho» Gutiérrez, el hijo menor de Amanda Mendoza y el hijo biológico de Benigno Bravo, durante cuatro temporadas consecutivas hasta 2021. Al año siguiente, fue parte del reparto principal de la adaptación local de Ricardo III como el rey Eduardo y participó en la obra teatral Fedra, estrenada en el Centro Cultural ICPNA.
En el año 2021, fue parte del proyecto Reporteros Ambientales del Perú con el mismo formato de AmbienTV. Al año siguiente, asume el rol protagónico de la obra teatral La mancha, compartiendo escena junto a Cindy Díaz, Alicia Mercado, Juan Carlos Pastor y Lilian Schiappa-Pietra, contando con Daniela Lanzara como directora general, renovándose para la segunda temporada de 2023. Adicionalmente, participó brevemente en el programa web Cuenta cuentos.
En el año 2022, fue parte del reparto protagonista de la ficción Aquellos dos del director Alejandro Clavier, conformando el elenco junto a Marcello Rivera, Fernando Castro y Renato Bonifaz, siendo estrenada en el Teatro La Plaza. Al año siguiente, se acredita en el reparto central de la versión de Un monstruo viene a verme.
En el cine peruano, protagoniza el cortometraje Loop en 2023, bajo el papel de Fausto.[cita requerida] Además, fue parte del reparto principal de las películas No es lo que parece (2018) como Gabriel y Un amor hasta las patas (2019) en el papel de Adrián.[cita requerida]
Más tarde, protagoniza la obra romántica peruana Casa, llegué cariño en 2024, al lado de Karina Jordán, bajo el papel de Johnny, el esposo de Judy. En ese año, asume la dirección de la obra El rincón de los muertos y participa en el reparto central de la telenovela Nina de azúcar como César Marsano, el mánager del equipo de fútbol de Ramiro «el Jaguar» Morán.[cita requerida]

## Filmografía

### Cine
- La navaja de don Juan (2013), Guillermo (reparto central).
- De los Pájaros (2014), Justo de los Pájaros (protagonista).
- F-27 (2014), Potrillo (reparto central).
- Aj Zombies! (2017), Carlos (reparto principal).
- El abuelo (2018), José María (reparto central).
- No es lo que parece (2018), Gabriel (coprotagonista).
- Un amor hasta las patas (2019), Adrián (reparto central).
- LXI (2021), Cristian (reparto principal).
- Loop (2023), Fausto (protagonista).
- Reinas (2024), Gonzalo (reparto principal).

### Televisión
- Nacida para triunfar (2008), reparto secundario.
- Matadoras (2010), Carlos «Charly» Sánchez (reparto principal).
- AmbienTV (2013-2014), presentador.
- Hummus of Barranco (2016), Fractal (reparto recurrente).
- La nube (2016-2018), Máximo Motta (protagonista).
- De vuelta al barrio (2017-2021), Francisco «Pancho» Gutiérrez Mendoza / Francisco «Pancho» Bravo Mendoza / «Bebito» (reparto principal).
- Nina de azúcar (2024-2025), César Marsano (reparto principal).

### Teatro
- Desde afuera (2012), director.
- Proyecto 1980/2000 (2013), director y productor.
- Quieres estar conmigo (2014), reparto central.
- Tito (2016), Aarón (reparto central).
- Ricardo III (2018), rey Eduardo (reparto central).
- Fedra (2018), reparto principal.
- La mancha (2022), protagonista.
- Aquellos dos (2022), protagonista.
- Un monstruo viene a verme (2023), reparto principal.
- Casa, llegué cariño (2024), Johnny (protagonista).
- El rincón de los muertos (2024), director general.